# Кремень
Креме́нь (праслав. *kremy, род. п. kremene; ст. слав. кремы, род. п. кремене) — минеральное образование, состоящее из скрытокристаллического и аморфного кремнезёма. Встречается в осадочных горных породах, часто в виде кремневых конкреций. Состоит из халцедона, кварца, опала и различных примесей.

## Физико-химические свойства
Твёрдость минерала по Моосу — 7. Кремень царапает стекло. Плотность — 2,6 г/см3.

## Применение

### В древности
Древним человеком кремень использовался для изготовления оружия и бытовых предметов (наконечники стрел, кремнёвые ножи и т. д.). Осколки кремня́ могли использоваться для высекания огня при ударе кремня о другой кремень или пирит.
В средние века кремень широко использовался в огнивах — приспособлениях для получения огня путём высекания искр на трут при ударе кремня о железо или пирит. Позже использовался в оружейном деле в колесцовых и ударных кремнёвых замках огнестрельного оружия.

### В настоящее время
В настоящее время применяется как сравнительно недорогой, но иногда, в случае оригинальности рисунка, довольно ценимый поделочный камень для инкрустаций и крупных вставок, а также как коллекционный материал и как составная часть художественных изделий (в полированных срезах).
Существует разновидность чёрный кремень, имеющий такую окраску из-за присутствия незначительной примеси органического вещества. Известно устойчивое народное поверье, что такой кремень обладает особыми свойствами воздействия на воду: небольшой кусок чёрного кремня, положенный в воду, через несколько часов якобы изменяет её структуру и делает её стерильной, отчего вода долго не портится и не зацветает. Однако достоверного подтверждения этому нет.

## О словоупотреблении
В русском языке изделия из кремня́ (минерала) называются «кремнёвыми» (например, кремнёвые наконечники копий, ружья с кремнёвым воспламенением заряда и т. д.), в отличие от электронных приборов из кристаллов чистого кре́мния (химического элемента), называемых «кре́мниевыми». Из-за сходного звучания этих слов часто возникает терминологическая путаница.
В переносном смысле креме́нь — символ твёрдости, стойкости характера («Не человек — креме́нь!»).